# Skitsystem
Skitsystem war eine schwedische Crust-Punk-Band aus Göteborg, die 1994 unter dem Namen System Collapse gegründet wurde und sich 2007 auflöste.

## Geschichte
Die Band wurde gegen Ende des Jahres 1994 gegründet. Nach einigen Proben folgte der erste Auftritt unter dem Namen System Collapse zusammen mit Extinction of Mankind, Warcollapse, Counterblast und Non Fortes Sed Crudeles. Die Band bestand anfangs aus dem Sänger und Gitarristen Tomas Lindberg und dem Schlagzeuger Adrian Erlandsson, die sich bereits vorher durch ihre Zusammenarbeit bei At the Gates kannten, sowie dem Sänger und Gitarristen Fredrik Wallenberg und dem Bassisten und Alexander Höglind. Anfang 1995 begab sich die Band ins Studio Fredmann, um die ersten sechs Lieder aufzunehmen. Die Band hatte zuvor einen Vertrag bei Distortion Records erhalten. Für die Aufnahmen lieh sich die Band etwas Aufnahmezeit von At the Gates, die das Studio eigentlich gebucht hatte. Die EP erschien unter dem Namen Profithysteri. Vor der Veröffentlichung ihrer ersten EP benannte sich die Band in Skitsystem um. Anfang 1996 begab sich die Band erneut ins Studio Fredman, um die EP Ondskans Ansikte aufzunehmen, die 10 Lieder umfasste. Die Band lieh sich erneut Aufnahmezeit von At the Gates, die das Studio gebucht hatten um ihr Album Slaughter of the Soul aufzunehmen. Danach wurde es still um die Band und es ging das Gerücht um, dass das Projekt dasselbe Schicksal wie die Gruppe At the Gates, die sich im Sommer 1996 aufgelöst hatte, ereilt habe. Lindberg verließ die Band für etwa eineinhalb Jahre, während die übrigen Mitglieder an neuem Material schrieben. Gegen Ende des Jahres 1997 folgte die Split-Veröffentlichung Levande Lik zusammen mit Wolfpack. Die drei enthaltenen Lieder waren nicht verwendete Songs, die bei den Aufnahmen zu Ondskans Ansikte entstanden waren. Danach verließ Schlagzeuger Erlandsson die Band, um sich seinem anderen Projekt The Haunted widmen zu können. Im Frühling 1998 kehrte Lindberg zur Band zurück, während Karl „Kalle“ Persson als neuer Schlagzeuger zur Band kam. Es folgten erstmals Konzerte in regelmäßigen Abständen. Im Juli ging die Band zusammen mit Crippled Heroes auf eine Tour durch Nordamerika. Zurück in Schweden folgten weitere Auftritte sowie die Arbeiten zum Debütalbum. Im Januar 1999 begab sich die Band in die Soundlab Studios bzw. in den Punkpalatset in Örebro, um 15 Lieder aufzunehmen, die als Album Grå Värld / Svarta Tankar veröffentlicht wurden. Das Album wurde von Mieszko Talarczyk produziert. Im Sommer 1999 trat die Band auf dem Hultsfredfestival auf. Im Sommer desselben Jahres hielt die Band zudem diverse weitere Konzerte ab. 2001 folgte das zweite Album Enkel Resa Till Rännstenen. Die Band hatte sich hierfür im Jahr 2001 erneut in das Soundlab Studio, wieder mit Talarczyk als Produzent, begeben, um 16 neue Lieder aufzunehmen. 12 Lieder hiervon bildeten das Album Enkel Resa Till Rännstenen, das über Havoc Records als LP und über No Tolerance Records als CD erschien. Zwei der nicht verwendeten Lieder waren auf einer Split-Veröffentlichung zusammen mit Nasum zu finden, die 2002 über No Tolerance Records erschien. Weitere Lieder waren zudem auf dem Sampler  More World, Less Bank enthalten, der 2003 über Halvfabrikat Records erschien. Danach ging die Band auf eine Europatournee zusammen mit der schwedischen Band Victims. Die Band spielte dabei in Deutschland und den Niederlanden. Währenddessen kümmerte sich Lindberg immer mehr seinen anderen Projekten wie Lock Up, Nightrage, The Crown und Disfear, ehe er im Frühling 2004 die Band verließ. Als Gitarrist kam Mikael Kjellman zur Band, während Bassist Höglind nun auch den Gesang übernahm. Es folgten einige Auftritte in Europa und einige lokale in Schweden und spielte dabei unter anderem auch als Vorgruppe für Poison Idea. Am 27. August begann die Band eine viereinhalbwöchige Tour durch Nordamerika und spielte dabei mit Gruppen wie Tragedy, Misery, Hellshock, Fucked Up, Behind Enemy Lines und Kylesa. Nach der Tour schrieb die Band an neuem Material. Daraufhin begab sich die Band erneut ins Studio Fredman, um das Album Stigmata aufzunehmen. Der Tonträger erschien 2006 über Iron Fist Productions. Im Jahr 2007 löste sich die Band auf.

## Stil
Grå Värld / Svarta Tankar bot eine schnell und simpel gespielte Mischung aus D-Beat und Crust Punk. Die Texte sind dabei meist in der schwedischen Sprache verfasst. Auf Stigmata spielte die Band Hardcore Punk, der sich ebenfalls stark aus dem D-Beat und dem Crust Punk bediente. Die Gitarrenriffs erinnern an schwedischen Death Metal. Die teils schwedischen, teils englischen Texte behandeln gesellschaftspolitische Themen wie sexueller Missbrauch, der Polizeistaat oder das versteckt rassistische System innerhalb der EU.

## Diskografie

### Alben
- 1999: Grå Värld / Svarta Tankar
- 2001: Enkel Resa Till Rännstenen
- 2006: Stigmata

### Sonstiges
- 1995: Profithysteri (EP)
- 1996: Ondskans Ansikte (EP)
- 1997: Levande Lik (Split mit Wolfpack)
- 2002: Split mit Nasum
- 2003: Allt E Skit (Kompilation)
- 2006: Split mit Cyness